# タミル語映画
タミル語映画（タミルごえいが、タミル語:தமிழகத் திரைப்படத்துறை）は、インドの映画のうちタミル語で製作された映画で、タミル・ナードゥ州チェンナイに拠点を置く映画産業を指す。映画産業の中心地コダンバッカムにちなんだ「コリウッド(Kollywood)」の通称で知られている。1918年にランガスワーミ・ナタラージャ・ムダリアールが製作した『Keechaka Vadham』が最初のタミル語サイレント映画であり、1931年には最初のタミル語トーキー映画『Kalidas』が公開された（インド初のトーキー映画『アーラム・アーラー』の7か月後）。
タミル語映画は他の言語映画産業に多大な影響を与え、産業拠点のマドラスはヒンディー語映画、南インド映画、スリランカ映画の第2拠点としての地位を確立した。20世紀後半に入ると、タミル語映画はスリランカ、マレーシア、シンガポール、日本、中東、アフリカ、オセアニア、ヨーロッパ、北アメリカに輸出され国際的にも関心を集める映画産業へと発展した。またスリランカ及びマレーシア、シンガポール、西半球諸国のタミル人ディアスポラの映画製作にも影響を与えている。

## 歴史
1897年、M・エドワーズはマドラスのヴィクトリア公会堂で初めてサイレント短編映画を上映した。映画上映の商業的価値が認知された後、ヨーロッパ人実業家ワーウィック・メジャーがマドラスにインド初となる劇場エレクトリック・シアターを建設し、同地にはこの他にリリシック・シアターも建設された。1905年に南インド鉄道社員サミカンヌ・ヴィンセントは短編映画を上映する巡業興行師となり、後にデュポンから映写機とサイレント映画のフィルムを購入し、映画興行師として事業を展開した。彼はパース（映画製作会社のパイオニア）と提携し、これは映画製作が州を越えて行う製作スタイルの萌芽となった。
1909年、ウェールズ公ジョージがインドを訪問した際にマドラスで大規模な展覧会が開催され、音声を伴う短編映画の上映が行われた。展覧会終了後、インド人写真家ラグパティ・ヴェンカイアー・ナイドゥは映写機を買い取り、マドラス高等裁判所の近くにテント劇場を建設した。彼はヴィクトリア公会堂で『Pearl Fish』と『Raja's Casket』を上映し、上映会の成功を受けてエスプラネードにテント劇場を建設した。このテント劇場は後の映画館の先駆け的な存在となった。ラグパティはビルマ・スリランカを巡業して資金を集めた後、ゲイティ・トーキーズを建設し、この劇場はインド人が初めて建設した映画劇場となった。
この時期に上映された短編映画の大半はアメリカ合衆国やイギリスの作品だった。1909年にイギリス人のT・H・ハフトンがマドラスにパニシュラー・フィルム・サービスを設立し、現地人向けの短編映画上映を行ったが、間もなく長編のドラマ映画が輸入されるようになり、1912年以降はボンベイで製作された長編映画がマドラスでも上映されるようになった。これにより短編映画の時代が終わり、長編ドラマ映画は人気のあるエンターテインメントとして地位を確立し、マドラスには多くの映画製作会社が設立された。この新しいエンターテインメントに魅了された人物の一人に自動車販売業を営むランガスワーミ・ナタラージャ・ムダリアールがいた。彼は映画業界へ進むことを決め、プネーで数日間スチュアート・スミス（『Durbar』の撮影監督）から技術を学び、1916年に映画製作を開始した。南インド映画の基礎を築いたのはA・ナラヤーナンだった。彼は映画配給に携わった後、映画製作会社ジェネラル・ピクチャーズ・カンパニーを設立し、1929年に『The Faithful Wife/Dharmapathini』を製作したのを皮切りに合計24本の長編映画を製作している。同社は映画学校としても機能し、シンガポールやコロンボ、ラングーンに支社を置き、タミル語サイレント映画を最も多く製作した映画製作会社でもあった。
1932年にP・プラカーサが製作した『The Ways of Vishnu/Vishnu Leela』が最後のタミル語サイレント映画となった。トーキー映画が登場したころ、映画製作者はトーキー映画製作のためにボンベイやカルカッタに行く必要があった。初期のトーキー映画は有名な舞台劇を題材とした作品が多く、マドラスの観客の間ではカンパニー・ドラマが人気を博した。同地では1934年までに全ての映画館でトーキー映画が上映できるように改装が成された。ナラヤーナンもサイレント映画からトーキー映画に活動の重点を移して映画製作会社スリニヴァサ・シネトーンを設立し、1934年にマドラス初のトーキー映画『Srinivasa Kalyanam』を製作した。1935年には36本のトーキー映画がマドラスで製作されている。

## 産業構造

### 法制度
タミル語映画の年間製作本数は1985年にピークを迎えた。同映画産業の経済規模はタミル・ナードゥ州全体の国内総生産の0.1%を占めている。劇場所有者は毎週火曜日に娯楽税の申告書を提出する義務がある。
2006年7月22日、タミル・ナードゥ州政府は映画のタイトルをタミル語で付けた作品について娯楽税を免除することを発表した。これは英語でタイトルを付ける作品が増え、タミル語のタイトルを避ける傾向が多くなったことへのタミル語振興政策である。州政府の発表後に最初に公開された映画は『Unakkum Enakkum』であり、オリジナルのタイトルは英語とタミル語を使用した「Something Something... Unakkum Enakkum」だった。2011年7月には新たな免税規定が設けられ、中央映画認証委員会から「U」認証を受けた作品は娯楽税が免除されることになった。
チェンナイの映画スタジオは映画映写法（1948年制定）、同改正法（1952年制定）、著作権法（1957年制定）による規制を受けている。タミル・ナードゥ州では映画館の入場券は同州政府によって管理されており、シングルスクリーンでは最大50ルピー、3スクリーン以上の劇場では最大120ルピーと定められている。また1939年に娯楽税法が制定されており、2017年に新たに制定された商品サービス税（28%）と娯楽税（30%）の二重課税に反対し、同年7月3日にタミル・ナードゥ州劇場所有者協会は州内の全劇場を無期限に閉鎖した。同月7日にストライキは停止され、劇場は再開されている。

### 国内上映

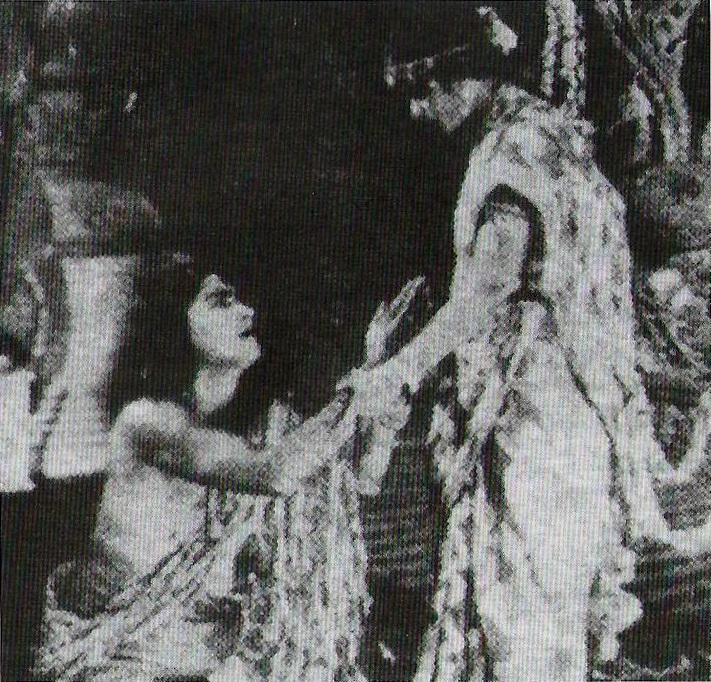
最初のタミル語トーキー映画『Kalidas』

1918年に南インドで最初のサイレント映画『Keechaka Vadham』が製作され、1931年に初のタミル語トーキー映画『Kalidas』が製作された。1932年にはタミル語初のフル・レングス映画『Kalava』が製作され、1935年にアメリカ人タミル語映画監督エリス・R・ダンガンが『Bhakta Nandanar』を製作した。1937年に公開された『Balayogini』は南インドで最初の児童映画とされている。成功を収めたタミル語映画は様々な言語映画でリメイクされ、『Manorama Yearbook 2000』によると20世紀中に5000本以上のタミル語映画が製作されたという。近年製作されるタミル語映画では英語の比重が増えており、台詞や歌詞の中に英語が含まれることが多くなっている。
1991年にK・S・セードゥマーダヴァンが監督した『Marupakkam』は国家映画賞 長編映画賞を受賞した最初のタミル語映画であり、2008年に製作された『Kanchivaram』は同賞を受賞した2本目のタミル語映画となった。タミル語映画はケーララ州、カルナータカ州、アーンドラ・プラデーシュ州、マハーラーシュトラ州、グジャラート州、ニューデリーで人気を集めており、ケーララ州とカルナータカ州ではタミル語オリジナル版が上映され、テランガーナ州とアーンドラ・プラデーシュ州では住民の大半がテルグ語話者のため、テルグ語吹替版が上映されている。

### 海外上映
タミル語映画は東南アジアで安定した人気を得ている。日本では『灼熱の決闘』から半世紀ほど経た1998年に『ムトゥ 踊るマハラジャ』が上映され、160万ドルの興行成績を記録した。2010年に公開された『ロボット』は北米で400万ドルの興行成績を記録している。
マニラトナムの『頬にキス』、ヴァサンダーバランの『Veyil』、アミールの『Paruthiveeran』など多くのタミル語映画は国外の映画祭で特別上映作品として出品されている。またアカデミー外国語映画賞のインド代表作品に過去8本のタミル語映画が選ばれており、これはヒンディー語映画に次いで2番目の多さである。この他、マニラトナムの『ナヤカン/顔役』はタイム誌のタイムズ・オールタイム100ムービーズに選ばれている。

## 配給地域
チェンナイのマルチプレックス、シングルスクリーンの年間入場者数は1,100万人、2011年から2016年にかけての平均入場者数はプラスマイナス100万人となっている。インド全域で配給された最初のタミル語映画は、1948年に公開された『灼熱の決闘』だった。タミル語映画は国外のタミル人ディアスポラからの人気が高く、ヒンディー語映画に並ぶ海外配給規模を誇っている。海外配給地域はアジア、アフリカ、西ヨーロッパ、北アメリカ、オセアニアなど広範囲にわたっている。
| 地域名                                        | 配給率 (%) | 該当領域 |
| --------------------------------------------- | ---------- | --- |
| NSC地域 (NSC)                                 | 100        | カダルール県、カーンチープラム県、ティルヴァッルール県 ティルヴァンナーマライ県、ヴェールール県、ヴィリュップラム県                                   |
| コーヤンブットゥール地域 (Coimbatore)         | 50         | コーヤンブットゥール県、イーロードゥ県、ニーラギリ県、ティルップール県                                                                                |
| チェンナイ地域 (Chennai)                      | 37         | チェンナイ県 |
| MR地域 (MR)                                   | 35         | ティンドゥッカル県、マドゥライ県、ラーマナータプラム県、シヴァガンガイ県、ヴィルドゥナガル県                                                          |
| TT地域 (TT)                                   | 32         | アリヤルール県、カルール県、ナーガパッティナム県、ペランバルール県 プドゥコーッタイ県、タンジャーヴール県、ティルチラーパッリ県、ティルヴァールール県 |
| セーラム地域 (Salem)                          | 28         | ダルマプリ県、クリシュナギリ県、ナーマッカル県、セーラム県                                                                                            |
| TK地域 (TK)                                   | 13         | トゥーットゥックディ県、ティルネルヴェーリ県、カンニヤークマリ県                                                                                      |
| カルナータカ地域 (Karnataka)                  | 83         | カルナータカ州 |
| アーンドラ・プラデーシュ地域 (Andhra Pradesh) | 79         | アーンドラ・プラデーシュ州 |
| テランガーナ地域 (Telangana)                  | 63         | テランガーナ州 |
| ケーララ地域 (Kerala)                         | 63         | ケーララ州 |
| その他の地域 (Rest of India)                  | 15         | 上記以外のインド各州 |
| 北米地域 (USA & Canada)                       | 119        | アメリカ合衆国、カナダ |
| 湾岸地域 (GCC)                                | 106        | 湾岸協力会議加盟国 |
| マレーシア地域 (Malaysia)                     | 82         | マレーシア |
| その他の海外地域 (Rest of the World)          | 89         | 上記以外の各国 |

## 主な映画賞
- エジソン賞（英語版）
- タミル・ナードゥ州映画賞
- ヴィジャイ・アワード
- 国際タミル映画賞（英語版）
- ノルウェー・タミル映画祭賞（英語版）
- カライマーマニ賞（英語版）
- アーナンダ・ヴィカタン映画賞（英語版）